# آئیوس سیمئون
آئیوس سیمئون (به لاتین: Avtepe) یک منطقهٔ مسکونی در قبرس شمالی است که در ناحیه اسکله واقع شده‌است. آئیوس سیمئون ۱۱۹ نفر جمعیت دارد.